# Memética
A Memética é o estudo formal dos memes; uma teoria da evolução cultural baseada em princípios Darwinistícos, com o meme como unidade de cultura.  O termo "meme" foi criado por Richard Dawkins em seu livro O gene egoísta, para ilustrar o princípio que ele chamou de Darwinismo Universal. 
A memética aplica conceitos da teoria da evolução (especialmente da genética populacional) à cultura humana. Todos sistemas evolucionários dependem da informação ser copiada, com variações sendo geradas nesse processo, permitindo a seleção. Enquanto na evolução o replicador é o gene, na cultura, esse replicador é o meme. Memes são análogos aos genes, assim como memética é análoga à genética.
Entre defensores da memética está a psicóloga Susan Blackmore, autora do livro The Meme Machine [A Máquina de Memes]. Ela argumenta que nossos ancestrais se tornaram máquinas de memes que copiam, modificam e selecionam os memes na cultura. Daniel Dennett argumenta que a consciência é um grande complexo de memes.   
Muitos pensadores questionam se a analogia dos genes com a cultura vai se fixar e como essa similaridade pode ser testada.
A memética deve ser distinguida da sociobiologia. Na sociobiologia, as entidades envolvidas são os genes, enquanto na memética são os memes. A sociobiologia está preocupada com a base biológica do comportamento humano, enquanto a memética trata os humanos não apenas como produto de uma evolução biológica, mas de uma evolução cultural também.

## Associação memética
É a descoberta de que os memes se movem em grupos. Por exemplo: o meme para calça jeans inclui memes para fecho-écler, roupas com botão, tintura azul, roupas de algodão, cintos etc.
Os memes podem ser ideias ou parte de ideias, línguas, sons, desenhos, capacidades, valores estéticos e morais, ou qualquer outra coisa que possa ser aprendida facilmente e transmitida enquanto unidade autónoma.

## Variação memética
É o processo em que uma ideia ou meme muda conforme é transferido de uma pessoa para outra. Poucos memes mostram uma forte inércia memética, que é a característica do meme de ser expressado do mesmo jeito e de ter o mesmo impacto, independentemente de quem esteja recebendo ou transmitindo a ideia. A variação memética cresce quando o meme é transmitido de uma maneira descuidada com a expressão da ideia, enquanto a inércia memética é fortalecida quando a forma de expressão rima ou usa outros dispositivos mnemônicos para preservar a memória do meme antes de sua transmissão.

## Crítica à teoria dos memes
Alguns autores tem criticado a memética, algumas vezes denominando-a uma pseudociência
O paleontólogo Stephen Jay Gould disse que a memética é uma analogia sem sentido. 